# Edificio Central de la Junta de Galicia en Pontevedra
El Edificio Central de la Junta de Galicia en Pontevedra es un complejo administrativo de oficinas diseñado para albergar las distintas delegaciones provinciales del Gobierno gallego en la ciudad española de Pontevedra. El edificio alberga muchos de los departamentos de la administración gallega y fue diseñado por los arquitectos Manuel Gallego Jorreto y Jacobo Rodríguez-Losada Allende.

## Ubicación
El Complejo Administrativo de la Junta de Galicia en Pontevedra está situado en el número 43 de la Avenida María Victoria Moreno, en el barrio de Campolongo.

## Historia
El edificio, destinado a concentrar las delegaciones provinciales de la Junta de Galicia en la provincia de Pontevedra, hasta entonces dispersas por la ciudad, estaba previsto ya en los años 90, pero no fue hasta principios de la década de 2000 cuando finalmente se materializó el proyecto.
El 12 de junio de 2002 el Ayuntamiento de Pontevedra y el Ministerio de Defensa firmaron un convenio para transformar el solar del antiguo cuartel de Campolongo (que databa de 1924 en cuanto a las expropiaciones y de 1933 en lo referente a las obras de construcción) en un complejo administrativo y residencial.
El proceso de selección del proyecto arquitectónico comenzó en agosto de 2003. El diseño del edificio administrativo central de Campolongo fue elegido entre seis proyectos el 27 de diciembre de 2004. La Junta de Galicia eligió el proyecto de los arquitectos Manuel Gallego Jorreto y Jacobo Rodríguez-Losada Allende y de la constructora San José para construir su nueva sede en Pontevedra.
Las obras de la ciudad administrativa comenzaron en abril de 2005 y la demolición del antiguo cuartel de artillería finalizó en julio de 2005.
Las obras finalizaron en 2008 y la Junta de Galicia anunció el traslado de las delegaciones provinciales al nuevo complejo. La Delegación Provincial de la Presidencia fue la primera en trasladarse el 15 de diciembre de 2008 y el complejo administrativo se inauguró el 16 de diciembre de 2008.

## Descripción
Este edificio es representativo de la arquitectura moderna en boga en la década de 2000. El complejo administrativo de Pontevedra ocupa 12.501 m² en el solar del antiguo cuartel de Campolongo y alberga a 1.000 funcionarios.
El complejo administrativo consta de varios edificios interconectados. El edificio principal dispone de tres plantas que ocupan toda la longitud del espacio del edificio, en el centro de las cuales hay dos torres gemelas de diez plantas. Toda la fachada está formada por grandes ventanales longitudinales que proporcionan mucha luz. El edificio cuenta con varios jardines interiores y una plaza pavimentada en la parte delantera. Los patios interiores y los lucernarios proporcionan acceso a la luz natural. El edificio tiene un total de dos sótanos, un semisótano y diez plantas.
El edificio alberga 42.404 m² de oficinas y espacio para laboratorios, archivos, almacenes, un salón de actos, una biblioteca, salas de formación, talleres y una cafetería.
El interior del edificio está diseñado como un contenedor de grandes espacios de trabajo abiertos que pueden subdividirse. El interior no tiene pilares intermedios sino vigas periféricas. El complejo administrativo alberga todos los departamentos provinciales excepto la Consejería de Obras Públicas, Vivienda y Suelo (situada en la calle Alcalde Hevia en un edificio de 1993) y algunos servicios de la Consejería de Sanidad (situados en la avenida de Vigo en un edificio de 1920). El edificio también alberga la sede de la Policía Autonómica de Galicia, una guardería y una oficina de Correos, esta última desde abril de 2014. La Junta de Galicia también cuenta con otro edificio en Pontevedra en la calle de Benito Corbal, 47.
El edificio está separado de la Avenida María Victoria Moreno por una gran zona verde, el Parque de María Vinyals, de 9.125 m², que absorbe parte de la sombra proyectada por el edificio y reduce su impacto visual.
El complejo administrativo cuenta también con un aparcamiento subterráneo con capacidad para 716 vehículos en el complejo residencial vecino, inaugurado el 15 de marzo de 2009.

## Galería de imágenes

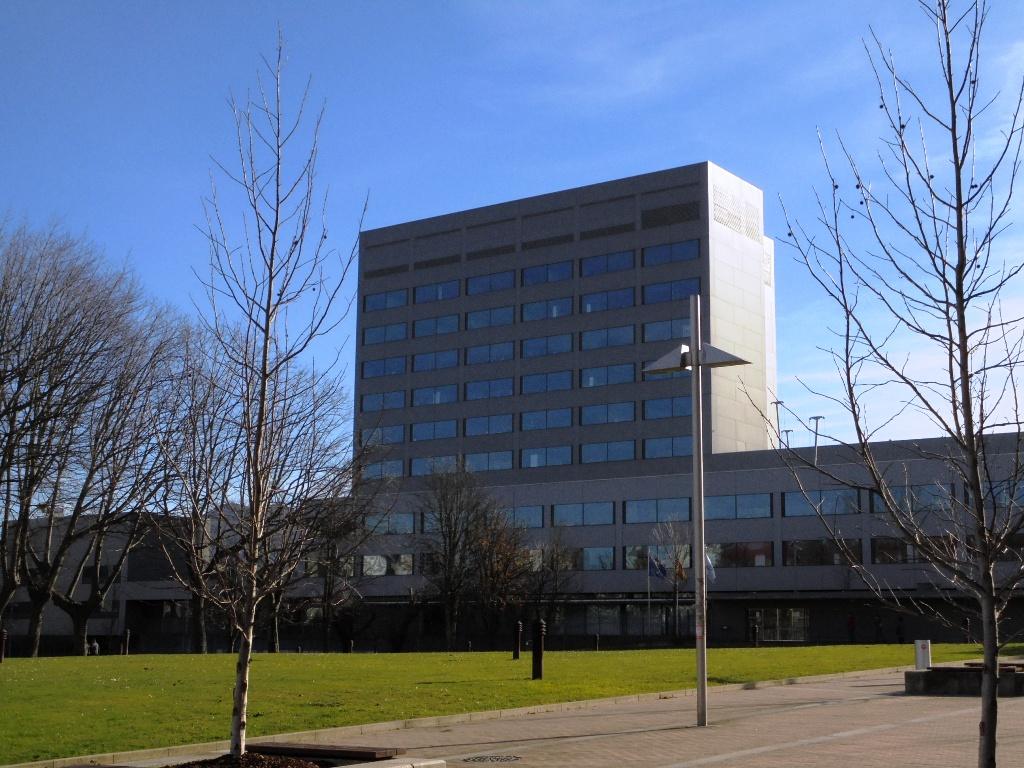
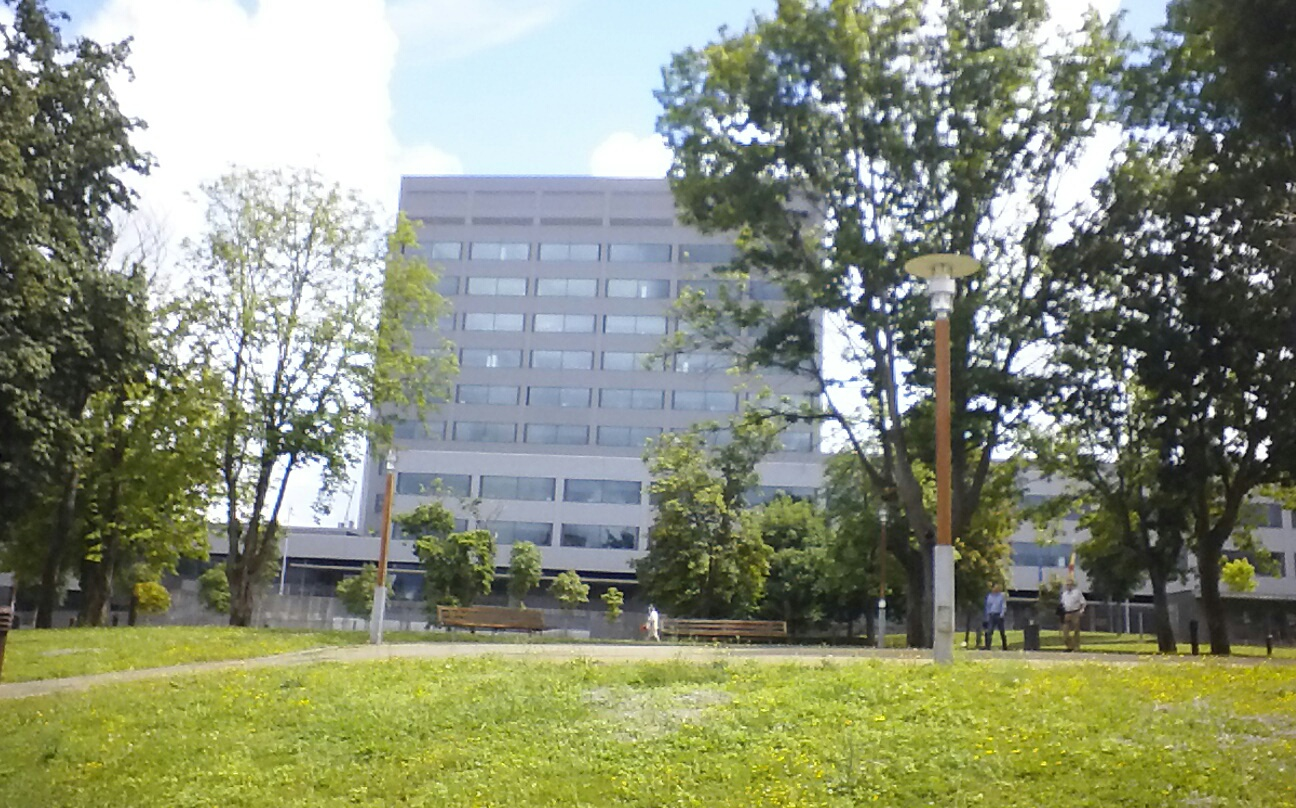
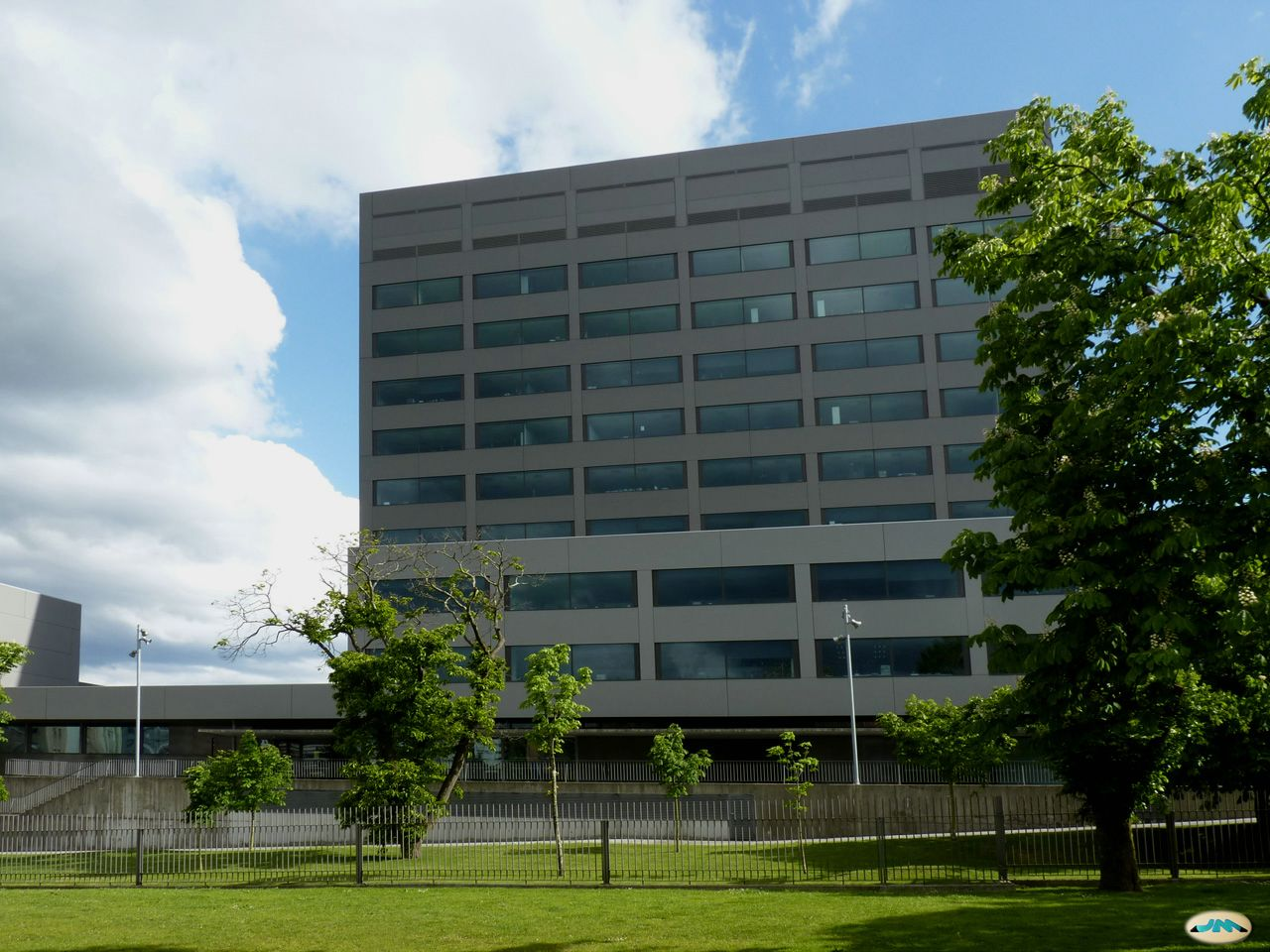
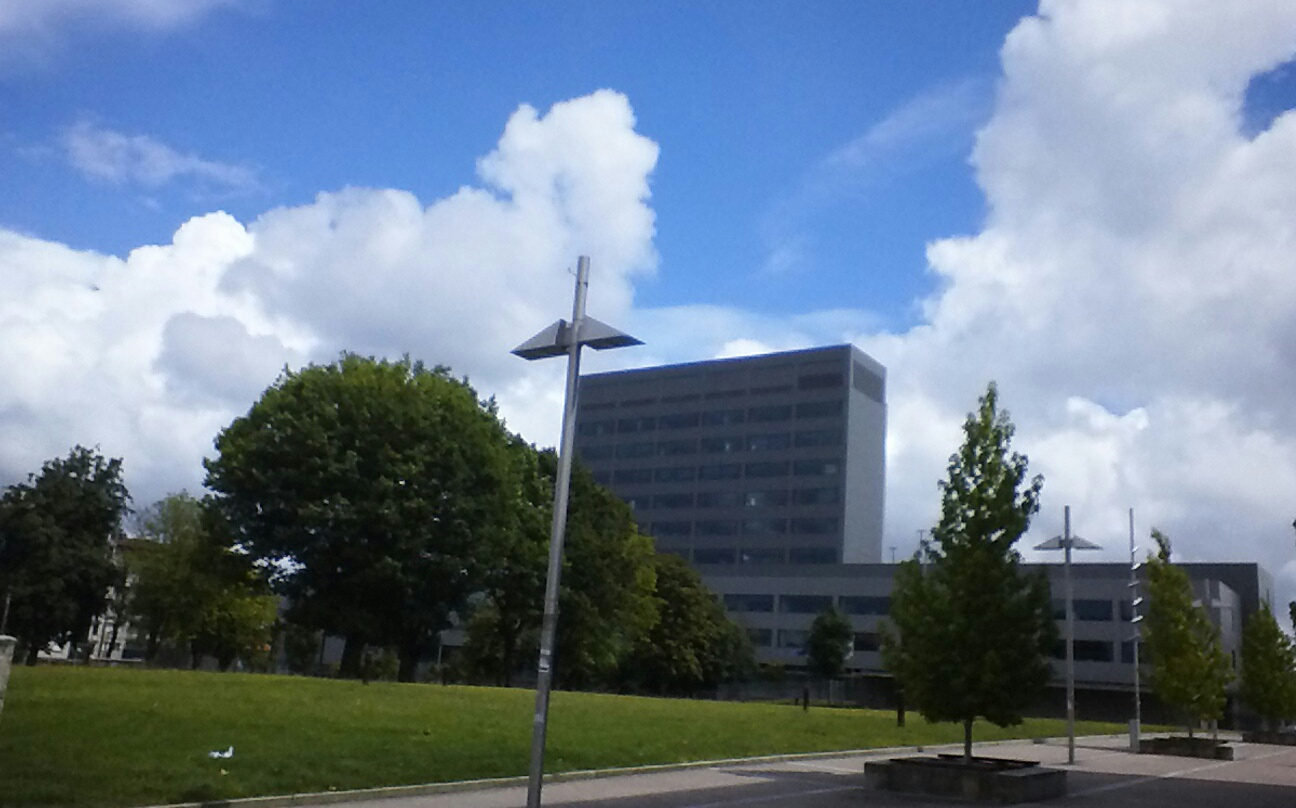
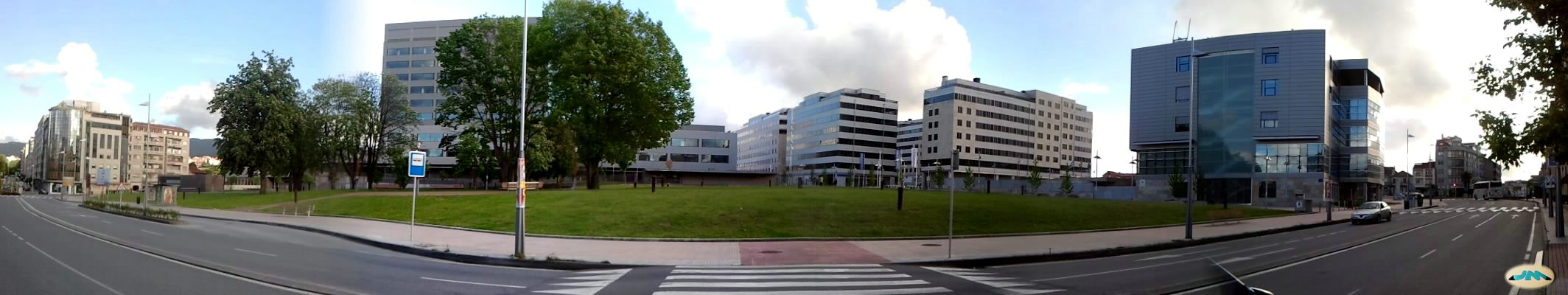
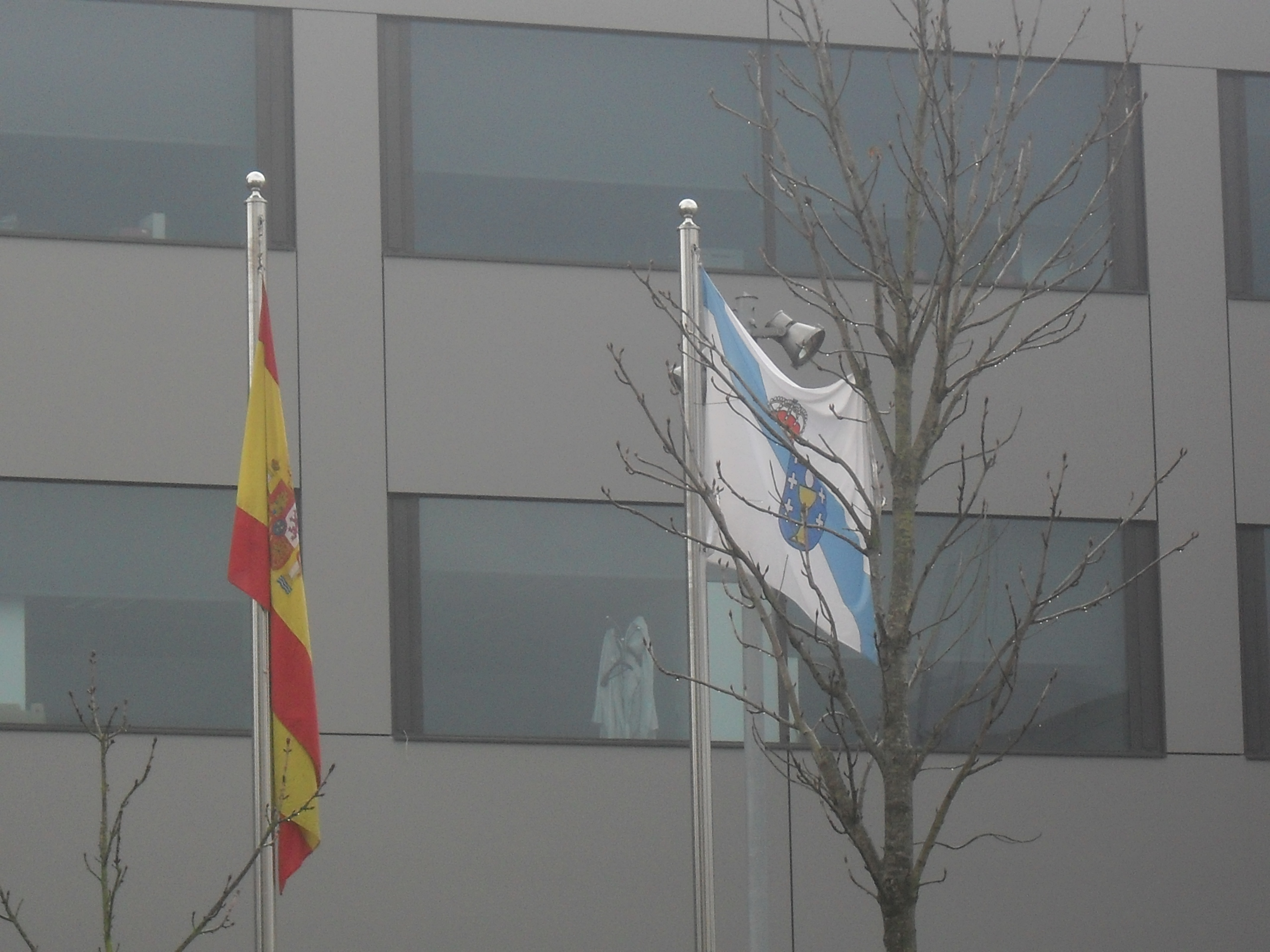
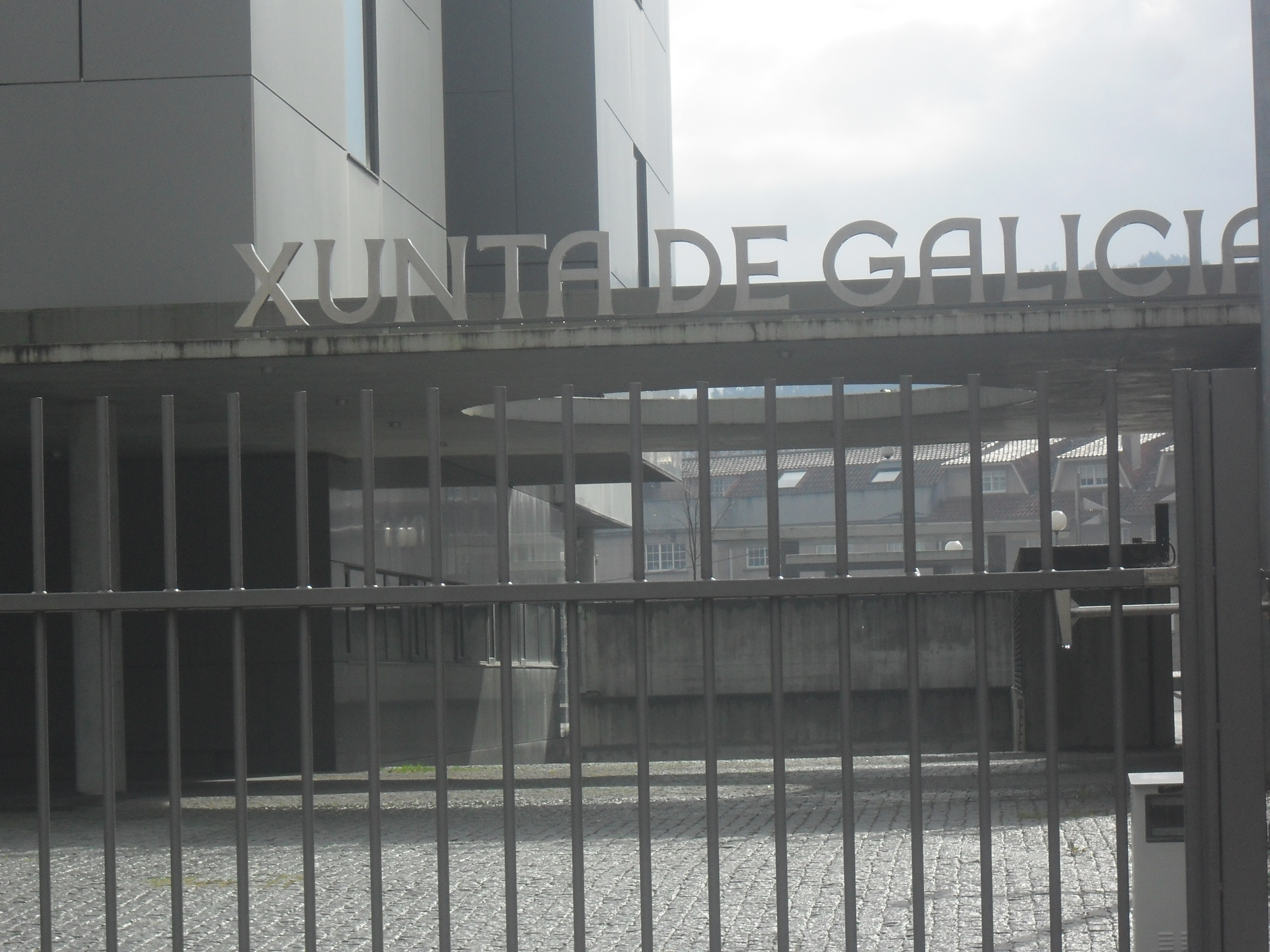
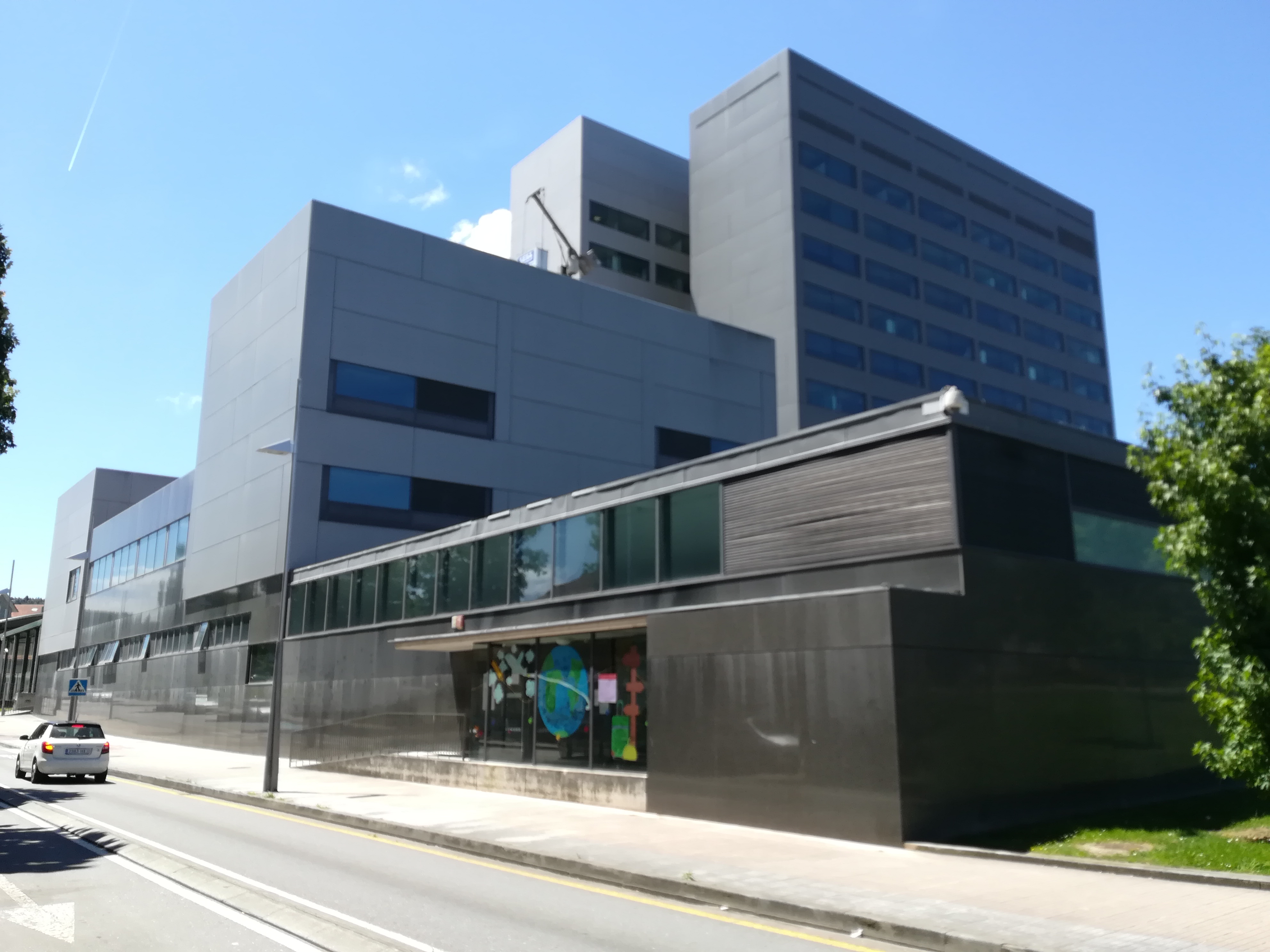
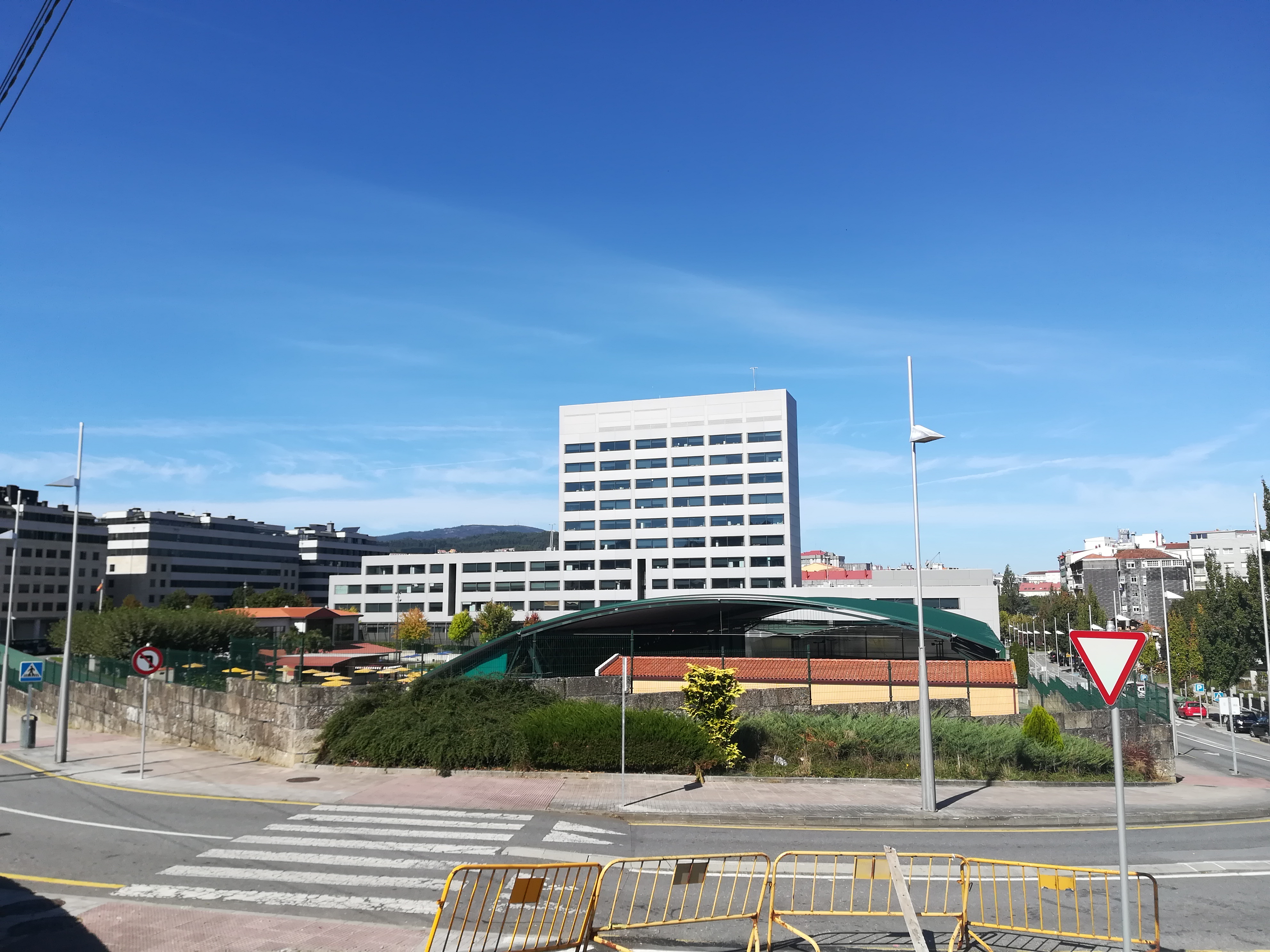
Fachada sur
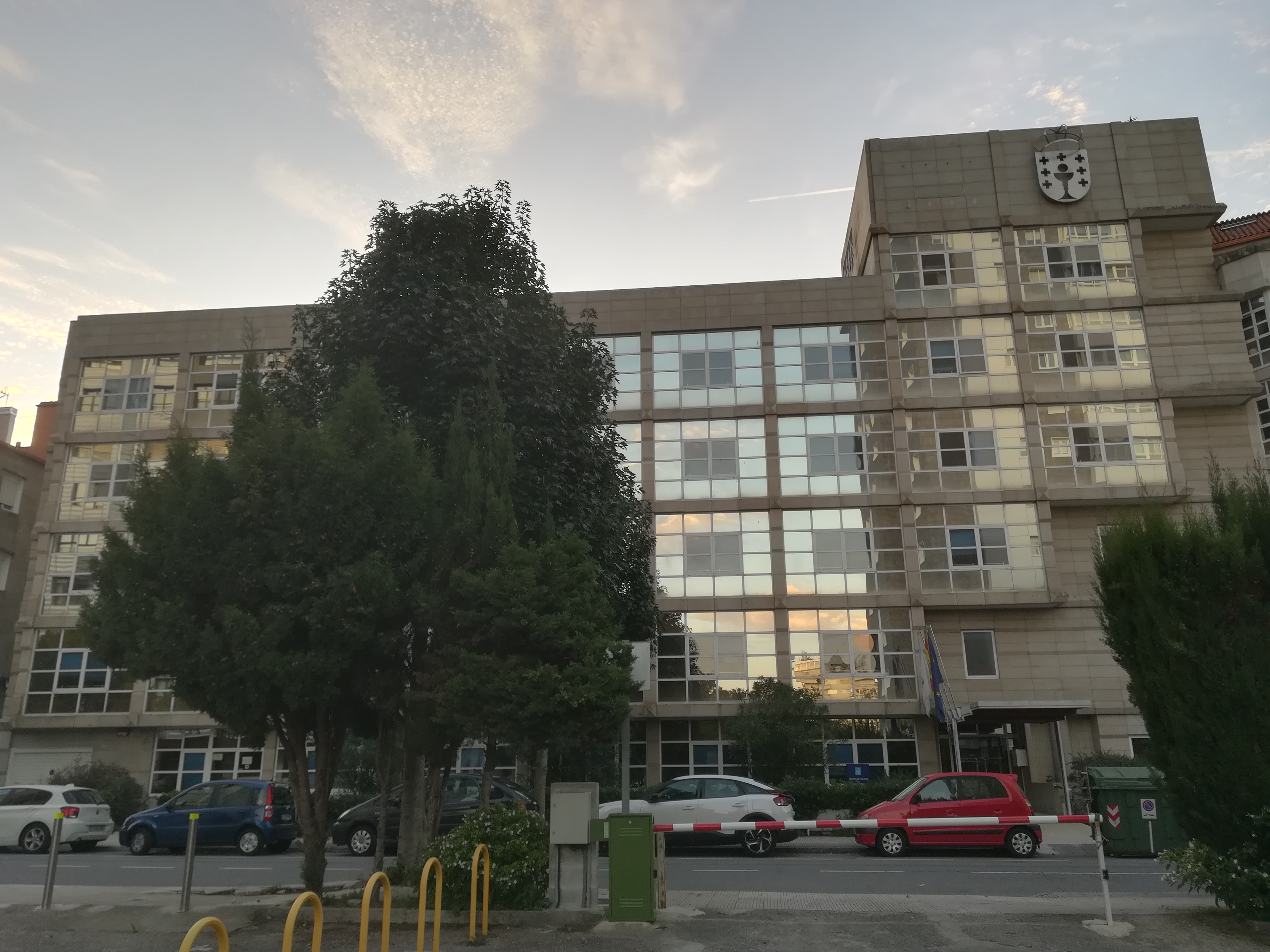
Delegación de Obras Públicas y Vivienda en la calle Alcalde Hevia
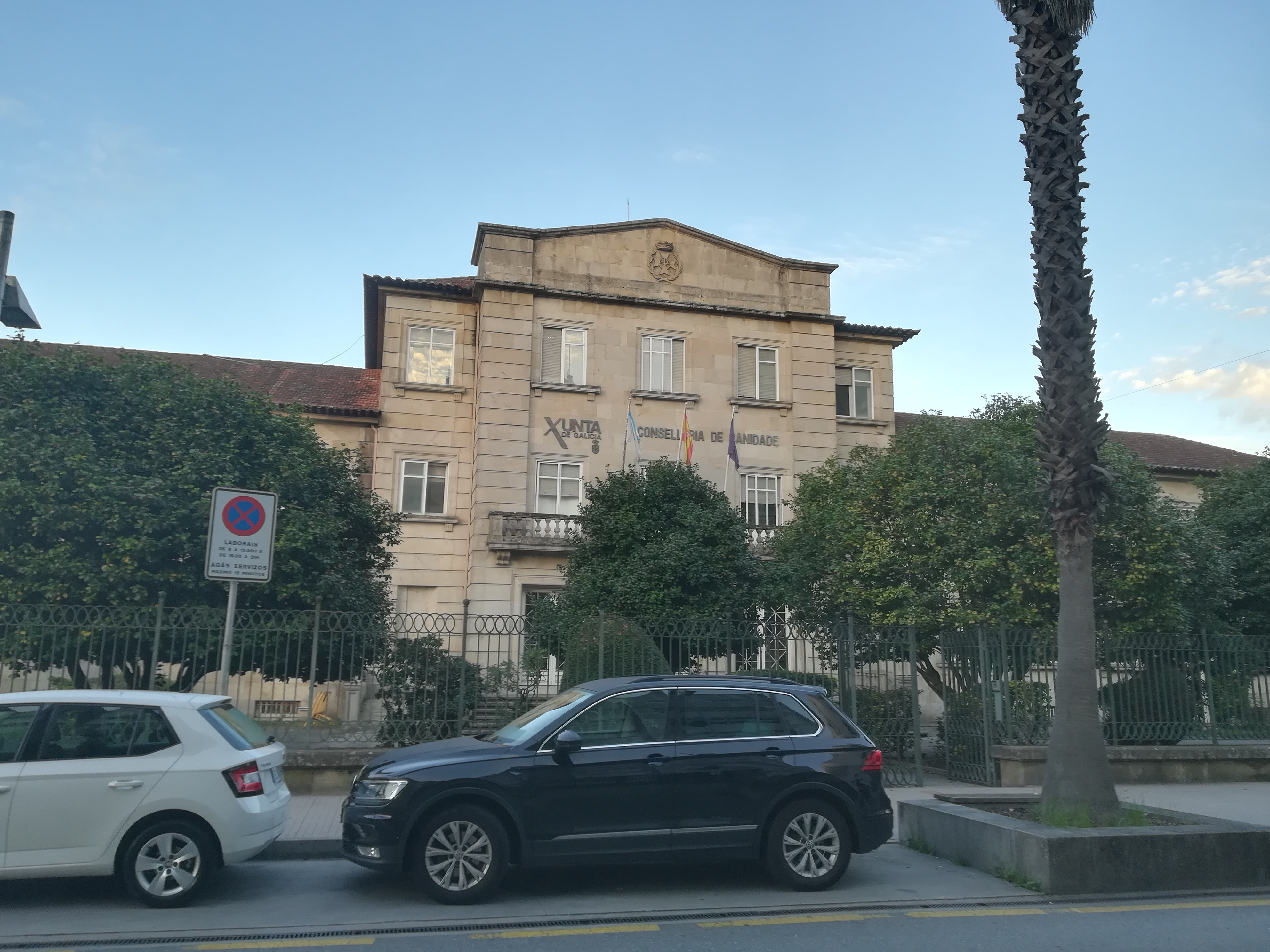
Delegación de Sanidad en la avenida de Vigo
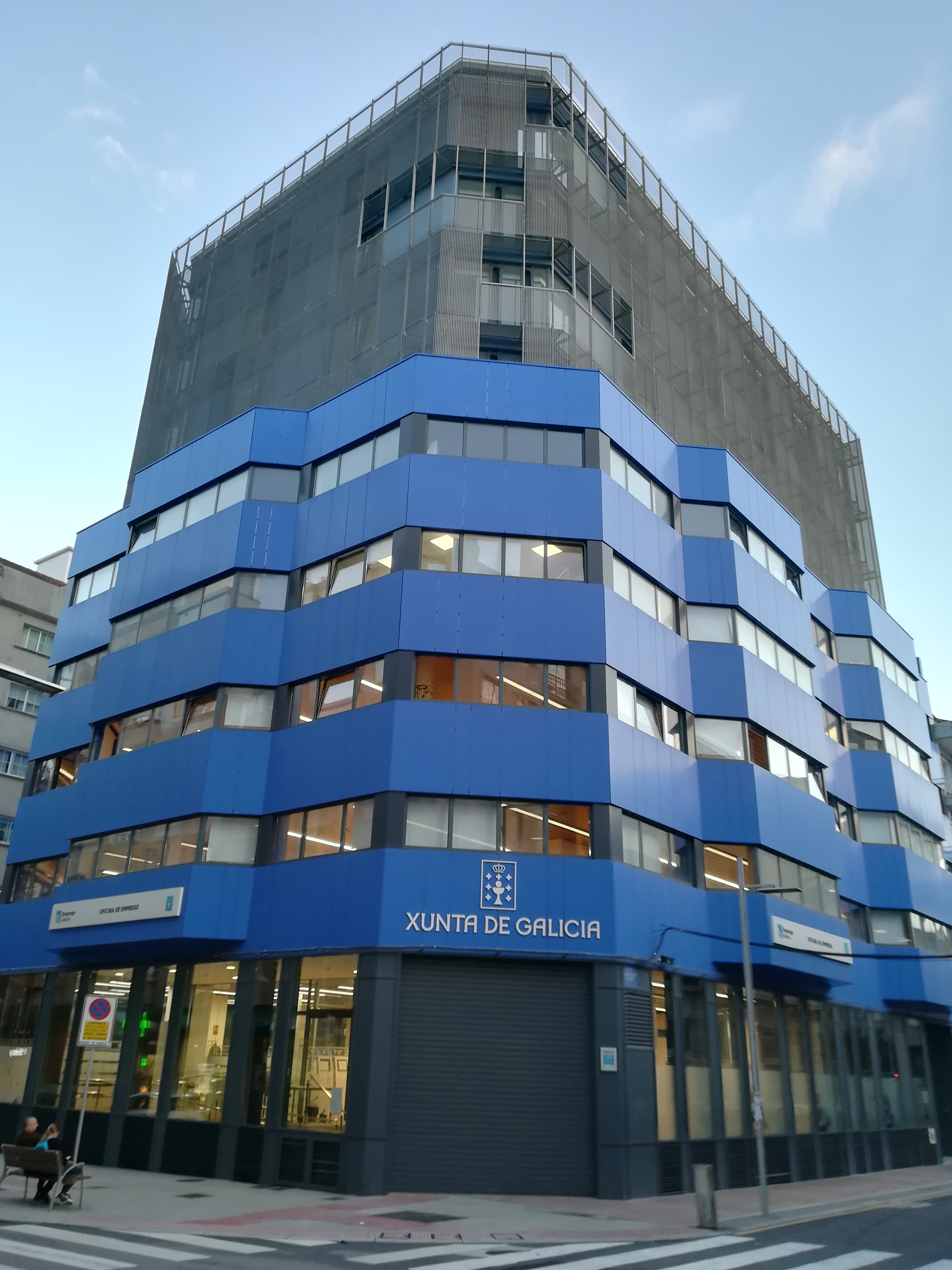
Edificio de la Junta de Galicia en la Calle de Benito Corbal